# Vladimiras Beriozovas
Vladimiras Beriozovas (russisch Владимир Антонович Берёзов/ Wladimir Antonowitsch Berjosow; * 29. September 1929 in Viekšniai, Rajongemeinde Mažeikiai; † 16. März 2016) war ein sowjetlitauischer Politiker russischer Herkunft.

## Leben
Beriozovas lernte in der Vincas-Kudirka-Schule in Kaunas. Ab 1952 war er Mitglied der KPdSU.  Von 1950 bis 1953 leistete Beriozovas den Dienst bei der Sowjetarmee. Ab 1953 war er für die Kommunistische Partei Litauens in Molėtai, Širvintos und Ignalina aktiv. Von 1962 bis 1967 absolvierte Beriozovas das Diplomstudium an der Litauischen Universität für Bildungswissenschaften in Vilnius. Ab 1989 war er Deputierter im Obersten Sowjet der Sowjetunion und von 1990 bis 1992 im Seimas, von 1992 bis 1997 Berater von Algirdas Brazauskas.
Ab 1989 war er Mitglied der LDDP und ab 2001 der Sozialdemokratischen Partei Litauens (Lietuvos socialdemokratų partija).